# مفارقة القدرة المطلقة

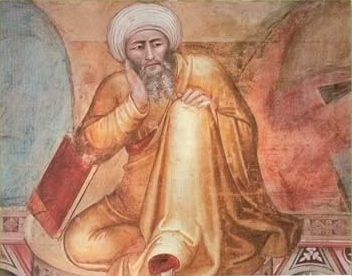

مفارقة القدرة المطلقة هي مجموعة من المفارقات التي تتمخّض من بعض الفهم لمصطلح القدرة المطلقة. تنشأ المفارقة، على سبيل المثال، عند افتراض المرء بعدم وجود حدودٍ لكينونة القدرة المطلقة وأن تلك الكينونة قادرة على تحقيق أي نتيجة، لدرجة الأفكار المتناقضة منطقيًا مثل إنشاء دوائر مربعة. رفض اللاهوتيون ومنهم توما ألاكويني الفهم الذي لا حدود له للقدرة المطلقة، حاله حال فلاسفة الدين المعاصرين، مثل ألفين كارل بلانتينغا. وتُوصف الحجج التي لا تنتمي إلى الإلهيات القائمة على مفارقة القدرة المطلقة أحيانًا كدليلٍ على الإلحاد [بحاجة لمصدر]، على الرغم من أن علماء اللاهوت والفلاسفة المسيحيين، مثل نورمان جيزلر ووليام لين كرايغ، يجادلون أن الفهم الذي لا حدود له للقدرة المطلقة لا يمتّ بصلةٍ إلى الإلهيات المسيحية الأصولية. توجد طُروحاتٌ أخرى محتملة للمفارقة تعتمد على تعريف القدرة المطلقة وطبيعة الله فيما يتعلق بهذا التطبيق وما إذا كانت القدرة المطلقة مركّزة على الإله نفسه أم نحو الخارج على محيطه الخارجي.
لمفارقة القدرة المطلقة أصولٌ تعود إلى العصور الوسطى، برجع تاريخها إلى القرن الثاني عشر على الأقل. وتناولها ابن رشد، ثم في وقتٍ لاحق توما ألاكويني. يوجد لدى الفيلسوف وعالم اللاهوت المسيحي صاحب الاسم المستعار ديونيسيوس الأريوباغي (قبل عام 532) فهمٌ سابق للمفارقة، إذ يسأل عما إذا كان من الممكن للإله أن «ينكر الإله نفسه».
الفهم الأكثر شهرة من مفارقة القدرة المطلقة هو ما يسمّى بمفارقة الصخرة: «هل يستطيع الإله خلق صخرةٍ لا يستطيع هو نفسه أن يرفعها؟» يعتبر هذا الفهم لمفارقة القدرة المطلقة عرضةً للاعتراضات على أساس الطبيعة الفيزيائية للجاذبية، مثل كيف يعتمد وزن جسمٍ ما على ما يعدّ مجالًا للجاذبية المحلية. تتضمّن الإفادات البديلة للمفارقة التي لا تنطوي على مثل هذه الصعوبات «إذا أعطيت أوليات الهندسة الإقليدية، فهل يمكن للإله أن يخلق مثلّثًا لا تزيد زواياه عن 180 درجة؟» و«هل يستطيع الإله أن يخلق سجنًا محصنًا لا يستطيع الهروب منه؟».

## نظرة عامة
ورد فهمٌ حديث شائع لمفارقة القدرة المطلقة في السؤال التالي: «هل يستطيع [كائنٌ ذو قدرةٍ مطلقة] أن يخلق صخرةً لا يستطيع رفعها؟» يثير هذا السؤال معضلةً. إما أن يخلق هذا الكائن حجرًا لا يمكنه رفعه، أو لا يمكنه خلق حجرٍ لا يمكنه رفعه. إذا كان الكائن يستطيع أن يخلق حجرًا لا يمكنه رفعه، فهو ليس قادرًا نظرًا لوجود عتبة وزن تفوق قوّته الخاصّة للرفع. إذا كان الكائن لا يستطيع أن يخلق حجرًا لا يمكنه رفعه، فهناك شيء لا يمكنه خلقه، وبالتالي هو ليس مطلق القدرة. في كلتا الحالتين، الكائن ليس مطلق القدرة.
توجد مسألةٌ ذات صلة تتلخّص في ما إذا كان المفهوم «ممكنٌ منطقيًا» مختلفًا في العالم الذي توجد فيه القدرة المطلقة عن عالمٍ لا وجود للقدرة المطلقة فيه.
معضلة القدرة المطلقة شبيهةٌ بمفارقةٍ كلاسيكية أخرى -مفارقة القوّة التي لا يمكن مقاومتها: «ماذا سيحدث إذا ما واجهت قوّةٌ لا يمكن مقاومتها جسمًا لا يمكن تحريكه؟» تكمن إحدى الإجابات على هذه المفارقة بنكران صيغتها، من خلال القول أنه إذا كانت القوّة لا يمكن مقاومتها، فعندئذٍ لا يوجد شيء لا يمكن تحريكه؛ أو على العكس من ذلك، إذا كان هناك جسمٌ لا يمكن تحريكه، فعندئذٍ، وبحكم التعريف، لا يمكن لأيّ قوّةٍ أن يكون من غير الممكن مقاومتها. يزعم البعض [من؟] أن السبيل الوحيد لحلّ هذه المفارقة يكمن في أن القوّة التي لا يمكن مقاومتها والأجسام التي لا يمكن تحريكها لن يلتقيا أبدًا. لكن هذا ليس حلًا للمفارقة، لأن الجسم لا يمكن من حيث المبدأ أن يكون من غير الممكن تحريكه إذا كانت هناك قوّة يمكنها من حيث المبدأ تحريكه، بغض النظر عما إذا كانت القوّة والجسم يلتقيان بالفعل. [بحاجة لمصدر]

## أنواع القدرة المطلقة

### المقال الرئيسي: القدرة الكلية
يصف بيتر جيتش أربعة مستوياتٍ من القدرة الكلية ويرفضها جميعها. كما أنه يعرّف ويدافع عن فكرة أقلّ شأنًا تتجلّى في «تعالي» الله.
1. «تمثّل ص القدرة المطلقة المحتومة» مما يعني أن «ص» يمكنها فعل أي شيءٍ يمكن التعبير عنه بمجموعةٍ من الكلمات حتى إذا كانت متناقضةً مع نفسها: «ص» غير ملزمة بقوانين المنطق».[4]
2. إن «ص مطلقة القدرة» ما يعني أن «ص يمكن أن تفعل س» صحيحة إذا وفقط إذا كانت س وصفًا متّسقًا منطقيًا لحالة الأمور. أيّد توما الأكويني هذه الحالة ذات مرّة. هذا التعريف للقدرة المطلقة يحلّ بعض المفارقات المرتبطة بالقدرة المطلقة، لكن بعض الصيغ الحديثة للمفارقة ما زالت تتضارب مع هذا التعريف. لنفترض أن س = «أن تصنع شيئًا لا يستطيع صانعه رفعه». كما يشير جورج مافرودز، ليس هنالك ما هو متناقضٌ منطقيًا حول هذا الأمر. يمكن للرجل، على سبيل المثال، صنع قاربٍ لا يستطيع رفعه.[5]
3. «ص تمثّل القدرة المطلقة» ما يعني أن «ص يمكن أن تفعل س» صحيحة إذا وفقط إذا كانت «ص تفعل س» متّسقة منطقيًا. تتلخّص الفكرة هنا في استبعاد الأفعال التي تكون غير متّسقة بالنسبة لما يتعيّن على ص فعله ولكنها قد تكون متّسقة مع آخرين. مرةً أخرى، يبدو أحيانًا كما لو أن الأكويني يؤيّد هذا الحالة.هنا لم يعد قلق مافرودز بشأن س = «صنع شيءٍ لا يمكن لصانعه رفعه» مشكلةً بعد الآن، لأن «الله يفعل س» ليست متّسقة منطقيًا. ومع ذلك، هذا الحساب يعاني من مشاكل في المسائل الأخلاقية مثل س = «يروي كذبةً» أو المسائل الزمانية مثل س = «تحقّق أن روما لم تُؤسّس قط».[6]
4. «ص تمثّل القدرة المطلقة» ما يشير إلى أنه عندما تكون «ص ستحقّق س» ممكنةً منطقيًا، فحينها تكون «ص يمكن أن تحقّق س» صحيحة. هذا الفهم، أيضًا لا يسمح بانبثاق مفارقة القدرة المطلقة، وعلى عكس التعريف #3 يتجنّب أي مخاوف زمانية حول ما إذا كان الكائن ذو القدرة المطلقة قادرًا على تغيير الماضي. ومع ذلك، ينتقد بيتر جيتش حتى هذا الفهم بالقدرة المطلقة معتبرًا إياه سوء فهمٍ لطبيعة وعود الله.[7]
5. إن «ص تمثّل الله تعالى» مما يعني أن ص ليست أقوى من أي مخلوقٍ وحسب؛ بل لا يمكن لأي مخلوقٍ التنافس مع ص في السلطة، حتى ولو كان ذلك التنافس دون جدوى. في هذا الحساب لا ينبثق شيء مثل مفارقة القدرة المطلقة، ولكن ربما يرجع ذلك إلى أن الله لا يجري تناوله تناولًا منطقيًا. من ناحيةٍ أخرى، يبدو أن أنسلم كانتربيري يعتقد أن التعالي هو أحد الصفات التي تجعل الله يُحسب مطلق القدرة.[8]

يكتب القديس أوغسطينوس في كتابه مدينة الله «يُطلق على الله مطلق القدرة على أساس أنه يفعل ما يشاء» ولذلك يقترح تعريف أن «ص تمثّل مطلق القدرة» مما يعني أنه «إذا كانت ص ترغب في فعل س فحينها يمكن لـ ص أن تفعل س».
يمكن تطبيق مفهوم القدرة المطلقة على كينونةٍ ما بطرقٍ مختلفة. الكائن مطلق القدرة بجوهره يكون كيانًا مطلق القدرة بالضرورة. على النقيض من ذلك، فالكائن مطلق القدرة بمحض المصادفة هو كيانٌ يمكن أن يكون مطلق القدرة لفترةٍ مؤقّتة من الزمن، ثم يفقد تلك الصفة. يمكن تطبيق مفارقة القدرة المطلقة على كل نوعٍ من أنواع الكائن تطبيقًا مختلفًا.
يجادل بعض الفلاسفة، مثل رينيه ديكارت، بأن الله حتمًا مطلق القدرة. بالإضافة إلى ذلك، اعتبر بعض الفلاسفة الافتراض بأن الكائن إما مطلق القدرة أو ليس مطلق القدرة معضلةً باطلة، لأنها تهمل احتمالية وجود درجاتٍ متفاوتة من المقدرة المطلقة. تضمّنت بعض النهج الحديثة للمسألة نقاشاتٍ دلالية حول ما إذا كانت اللغة -وبالتالي الفلسفة- قادرةً على معالجة مفهوم القدرة المطلقة بحد ذاتها.